# Penicuik House

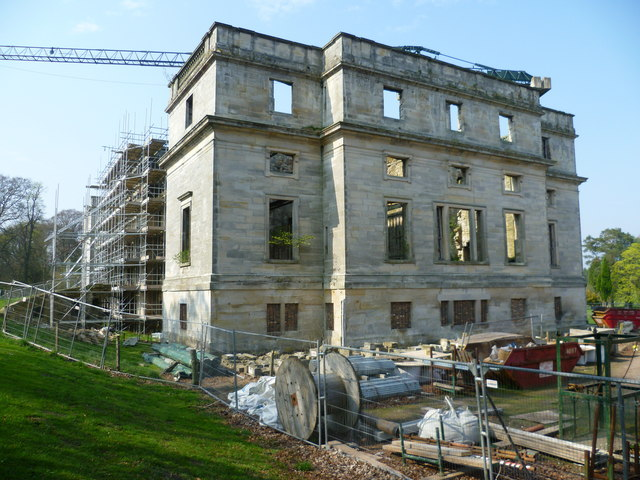
Penicuik House

Penicuik House ist ein Herrenhaus in der schottischen Stadt Penicuik in der Council Area Midlothian. 1971 wurde das Bauwerk in die schottischen Denkmallisten in der höchsten Kategorie A aufgenommen.

## Geschichte
Der Kaufmann John Clerk of Penicuik erwarb die Ländereien, auf denen sich ein Vorgängerbauwerk namens Newbiggin House befand, im Jahre 1654. Mit seinem Sohn John Clerk wurde es der Sitz der Clerk Baronets. Nachdem er in den 1670er Jahren verschiedene Herrensitze in Frankreich besucht hatte, begann John Clerk mit der Anlage des umgebenden Parks. 1761 gab James Clerk, 3. Baronet die Modernisierung von Newbiggin House in Auftrag, welche schließlich zu dessen Abriss und dem Neubau des heutigen Penicuik House führte. Die Arbeiten wurden 1769 abgeschlossen. 
Nachdem unter anderem der bekannte Architekt Robert Adam die Gestaltung von Penicuik House im 18. Jahrhundert als altmodisch bezeichnet hatte, wurde schließlich 1859 David Bryce mit der Umgestaltung beauftragt. Die 7000 £ teuren Arbeiten umfassten auch die Errichtung zweier kurzer Flügel. In den 1890er Jahren versuchte George Douglas Clerk, 8. Baronet das Anwesen zu veräußern. Als dies nicht gelang, verpachtete er Penicuik House. Am 16. Juni 1899 verhehrte ein Brand das Herrenhaus. Da dieser nur langsam schwelte, gelang es, Teile der Inneneinrichtung zu retten. Seitdem ist Penicuik House eine Ruine. Der Baronet ließ daraufhin die nahegelegenen Stallungen des Anwesens zu einem Herrenhaus umbauen, welches heute als New Penicuik House bekannt ist.
Im Jahre 1985 wurde mit dem Penicuik House Preservation Trust eine Stiftung zum Wiederaufbau von Penicuik House gegründet. Der Abschluss der ersten Restaurationsphase zur Stabilisierung des Bauwerks ist für das Jahr 2014 anvisiert.

## Beschreibung
Das Herrenhaus liegt rund 1,5 km südwestlich von Penicuik und 300 m entfernt vom Westufer des North Esk. Es ist im palladianischen Stil mit einem sechs Säulen weiten Portikus an der nordostexponierten Frontseite gestaltet. Dieser ist über zwei fassadenparallel verlaufende Treppen zugänglich. An den Außenseiten treten kurze Flügel hervor. Penicuik House ist mit einer Beletage gestaltet.